# Micropterix aglaella
Micropterix aglaella és una espècie d'arna de la família Micropterigidae. Va ser descrita per Duponchel l'any 1838.